# Helmut Albrecht

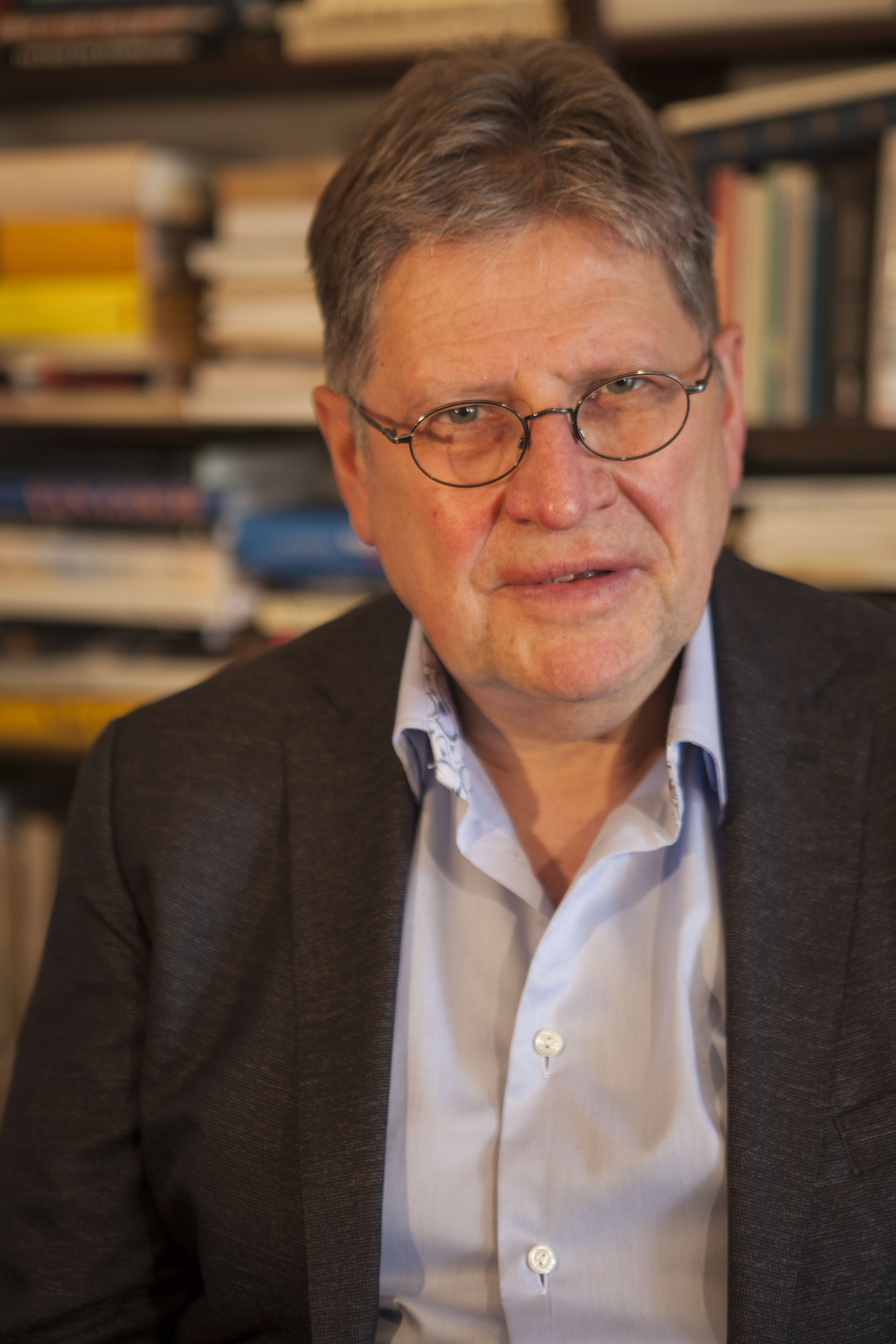
Helmut Albrecht (2020) Foto: Gerald Wesolowski

Helmut Albrecht (* 21. Juli 1952 in Wien) ist ein in Deutschland wirkender Arzt und Psychotherapeut österreichischer Herkunft. Er ist spezialisiert auf Psychosomatische Medizin und Psychotherapie auf der Basis eines gleichermaßen organisch-somatischen wie psychischen Zugangs des Verstehens in der Diagnostik und Therapie. Beispielhaft dafür ist sein Konzept für den chronischen Rückenschmerz als Krankheit des Aufrechten Ganges auf tiefenpsychologischer, existenzanalytischer und organismischer Grundlage.
Mit dem dazu entwickelten Setting stationärer und teilstationärer multimodaler Therapie entwickelte er ein Pilotprojekt für die Behandlung komplexer psychosomatischer Syndrome bei Schmerz, Angst, Depression und Burn Out.

## Werdegang
1992 eröffnete sich Helmut Albrecht die Möglichkeit, als Chefarzt einer neu gegründeten Klinikabteilung am Oskar-Helene-Heim, Stiftung und Orthopädische Klinik der FU Berlin, seine Konzeption umzusetzen und weiterzuentwickeln. Davor war er maßgeblich am Aufbau des psychosomatischen Konsiliar- und Liaisondienstes für das Universitätsklinikum der Freien Universität (FU) Berlin beteiligt.
Mit der Eröffnung der deutschlandweit ersten psychosomatischen Tagesklinik 1996 verwirklichte er einen weiteren Baustein seiner erfolgreichen innovativen Konzeption.
Die Klinik unter seiner Leitung am Oskar-Helene-Heim wurde zum Zentrum für Diagnostik und Therapie für psychosomatisch erkrankte Patienten mit chronischen Rückenschmerzen.
Nach Übernahme des Klinikums Emil von Behring durch die Stiftung Oskar-Helene-Heim erweiterte sich das Behandlungsspektrum um psychosomatisch erkrankte Patienten mit Herz-Kreislauf-, Magen-Darm- und Lungenerkrankungen, sowie onkologische Psychosomatik.
Helmut Albrecht ist Dozent für die ärztliche Weiterbildung an der Akademie für Psychosomatische Medizin (APM) Berlin, und Dozent für Psychosomatik und Psychotherapiewissenschaft an der Sigmund Freud Universität Berlin und Wien.

## Koordinaten der Konzeption und Methoden
Die Behandlung von psychosomatischen Erkrankungen aller Organsysteme, von somatoformen Störungen, Angsterkrankungen, Depressionen und Burn Out, Traumafolge- und Anpassungsstörungen, sowie Persönlichkeitsstörungen, erfordert die Orientierung an den grundlegenden Zielen der Mobilisierung salutogenetischer Ressourcen, emotionaler, existenzieller und organismischer, und der Erweiterung des Sozialinteresses und sozialer Kompetenz. Damit werden die den oben erwähnten Erkrankungen und Störungen zugrundeliegenden Defizite an Handlungs-, Liebes- und Beziehungsfähigkeit und gehaltvoller Existenz mit der Stärkung von sozialen Kernkompetenzen des Selbst gezielt kompensiert. Methodisch orientiert sich die therapeutische Konzeption an Erkenntnissen der Tiefenpsychologie, der Daseinsanalyse und der existenziellen Psychoanalyse, der Individualpsychologie, sowie der Verhaltensmodifikation mit sozialem Training. Erweiterte emotionale Erlebnisfähigkeit, Erkenntnisse über sich selbst und soziales Können dienen dem leitenden übergeordneten Ziel, mit und nach der Therapie neue Möglichkeiten für das eigene Leben wahrnehmen und gestalten zu können. Entscheidend ist, zu lernen sein eigener Arzt zu werden.

## Thematische Schwerpunkte
Burn-Out, Psychosomatik chronischer Rückenschmerzen, Psychosomatik von Angst und Depression, Menschenbild und wissenschaftliche Grundlagen der Psychosomatik und Psychotherapie, Kulturpsychologie, tiefenpsychologische Biografik, letztere bisher zu Frida Kahlo, Gustav Klimt und Alfred Adler. An deren Lebenslauf, geprägt von salutogenetischer Kraft und Revolte gegen Sinnwidrigkeit und Krankheit, lässt sich erkennen, wie kulturelle Größe und Pionierleistungen mit dem Preis einer gewissen Tragik belastet sind. Diese Sichtweise wurde in der aktuellen Adler-Biografik rezipiert.

## Schriften (Auswahl)

### Buchveröffentlichungen / Buchbeiträge
- Psychosomatische Schmerzsyndrome als Indikator für Partnerschafts- und Sexualprobleme. In: F. Lamprecht und R. Johnen (Hrsg.): Salutogenese – Ein neues Konzept in der Psychosomatik? Verlag für Akademische Schriften, Frankfurt am Main 1994, S. 372–378
- Helmut Albrecht (Hrsg.): Vom Sinn der Krankheit – Angewandte Philosophische Medizin und Tiefenpsychologie in der Psychosomatischen Orthopädie. Quintessenz, München 1995
- Psychosomatik in der Orthopädie. In: H. C. Deter (Hrsg.): Angewandte Psychosomatik. Thieme, Stuttgart 1997, S. 377–384
- Angst und Schmerz als Krankheiten der Person – zur Anthropologie, Psychosomatik und Psychotherapie. In: G. Dörner, K. D. Hüllemann, K. F. Wessel (Hrsg.): Menschenbilder in der Medizin – Medizin in den Menschenbildern. Kleine, Bielefeld 1999, S. 708–716
- Verkörperung im Schönen – Leben und Werk Frida Kahlos als Herausforderung für die Schmerztherapie. In: Michael Musalek, Martin Poltrum (Hrsg.): Ars Medica – Zu einer neuen Ästhetik in der Medizin. Parodos, Berlin 2011, S. 103–120
- Burn-Out – Ein klarer Fall für die Individualpsychologie? Alfred Adler als Patient und Pionier der Psychosomatik. In: Bernd Rieken (Hrsg.): Alfred Adler heute – Zur Aktualität der Individualpsychologie. Waxmann, Münster – New York – München – Berlin 2011, S. 137–157
- Gustav Klimt und Lucian Freud – Gratifikationskrisen und biographische Traumata als Herausforderungen für die Lebensästhetik. In: Martin Poltrum, Ulf Heuner (Hrsg.): Ästhetik als Therapie – Therapie als ästhetische Erfahrung. Parodos, Berlin 2015, S. 139–157
- Helmut Albrecht (Autor): Erectus. Leben ist mehr als überleben – Schmerz und Psychosomatik im aufrechten Gang. BoD – Books on Demand, Norderstedt 2022.

### Zeitschriftenbeiträge
- Medizinische Schmerzdiagnostik zwischen Mythos und Realität – chronische Rückenschmerzen als Krankheit des aufrechten Ganges. In: Forschende Komplementärmedizin und klassische Naturheilkunde. Band 8, 2001, S. 288–294, Karger
- Mobbing – die leise alltägliche Gewalt Vortrag am 5. Forum für Daseinsanalyse „Medard Boss – 100. Geburtstag“ in Wien. In: Daseinsanalyse – Jahrbuch für phänomenologische Anthropologie und Psychotherapie. Band 20, 2004, S. 141–156
- Chronischer Rückenschmerz oder Krankheit des Aufrechten Ganges? Schmerzdiagnostik als medizinischer Mythos und die Herausforderung zu daseinsgerechtem Verstehen. In: Daseinsanalyse – Jahrbuch für phänomenologische Anthropologie und Psychotherapie. Band 22, 2006, S. 138–156
- Angst und Panik als „Katastrophenreaktion“ des Organismus – Die Aktualität Kurt Goldsteins (1878–1965) für die moderne Psychosomatik im Spannungsfeld von Neurobiologie, Tiefenpsychologie und Psychotraumatologie. In: Balint Journal. Band 8, 2007, S. 115–121, Thieme
- Kompetenz dokumentieren – Kodieren nach ICD-10 für Fachärzte für Psychosomatische Medizin und Psychotherapie. In: Ärztliche Psychotherapie. Band 3, 2008, S. 114–117, Schattauer
- Wenn Rückenschmerzen das Menschsein bedrohen – Krankheit des Organismus und der Existenz. In: Angewandte Schmerztherapie und Palliativmedizin. Band 2, 2008, S. 24–28, Med Comm
- Der Einfluss des Unbewussten auf Salutogenese, Krankenbehandlung und Krankheitsentstehung. In: Ärztliche Psychotherapie. Band 4, 2009, S. 102–107, Schattauer
- Was ist Fibromyalgie? Leiben wörtlich genommen oder: der Körper als Hofnarr? In: Daseinsanalyse – Jahrbuch für phänomenologische Anthropologie und Psychotherapie. Band 26, 2010, S. 172–180
- Burn-Out – Praktischer Nutzen und kreative Diagnostik. In: Jatros – Fachzeitschrift für Neurologie und Psychiatrie. Band 20, Nr. 4 und 5, 2012, S. 24–25, Universimed
- Gustav Klimt – Kunst und Erotik als Selbsttherapie verschlossenen Daseins – mit einem Beitrag zur Daseinsanalyse des Schlaganfalls. In: Daseinsanalyse – Jahrbuch für phänomenologische Anthropologie und Psychotherapie. Band 31, 2015, S. 105–117
- Burn-Out – Krankheit, Ideal und Tragik. Ein Beitrag zu Burn Out bei Ärzten. In: internistische Praxis. Band 59, 2018, S. 659–670; In: tägliche Praxis. Band 60, 2018, S. 652–663; In: pädiatrische Praxis. Band 91, 2018, S. 142–153; In: gynäkologische praxis. Band 44, 2019, S. 640–651

### Vorträge und Symposien (aktuelle Auswahl)
- Jenseits von Gut und Böse – Abschied und Neuanfang. Ein Manifest zur Psychosomatik. Berlin, 12. Januar 2018
- 25 Thesen zur Psychosomatik und Psychotherapie – Lernen sein eigener Arzt zu werden. 25. Jubiläum der Klinik für Psychosomatik, Berlin, 12. Oktober 2016
- Frida Kahlo – Schmerz verkörpert im Schönen. Workshop, 12. Kremsertagung zum Thema „Schmerz lass nach“, 5./6. Juni 2015[4]

## Kooperationen
- Akademie für psychosomatische Medizin (APM), Berlin
- Österreichisches Daseinsanalytisches Institut (ÖDAI), Wien
- Sigmund Freud Universität (SFU), Berlin und Wien
- Institut für Sozialästhetik und seelische Gesundheit, SFU Berlin und Wien
- Bundesverband Psychosomatische Medizin und Ärztliche Psychotherapie (BDPM)